# Eduard van Arkel
Anton Eduard van Arkel (né le 19 novembre 1893 à 's-Gravenzande, mort le 14 mars 1976 à Leyde) est un chimiste néerlandais.

## Biographie
Il étudia la médecine à Leyde et la chimie à l'université d'Utrecht et travailla ensuite dans la recherche industrielle. En 1934 il réintégra l'université de Leyde en tant que professeur.
Il développa, en collaboration avec Jan Hendrik de Boer, le procédé qui porte leurs noms, le procédé Van-Arkel-de-Boer qui permet de produire des métaux très purs et qui est particulièrement utilisé pour la production du Titane, du Zirconium et d'Hafnium.

## Sources
- (de) Cet article est partiellement ou en totalité issu de l’article de Wikipédia en allemand intitulé « Anton Eduard van Arkel » (voir la liste des auteurs).
- E.J.W. Verwey: 'Levensbericht A.E. van Arkel'. In: Jaarboek KNAW, 1976, Amsterdam, pp. 184-192